# Жулдыз (Акмолинская область)
Жулдыз (каз. Жұлдыз) — село в Егиндыкольском районе Акмолинской области Казахстана. Входит в состав Жалманкулакского сельского округа. Код КАТО — 114445200.

## География
Село расположено в 28 км на юго-запад от районного центра села Егиндыколь, в 9 км на восток от центра сельского округа села Жалманкулак.

## Население
В 1989 году население села составляло 800 человек (из них казахов 64%, русских 21%).
В 1999 году население села составляло 370 человек (195 мужчин и 175 женщин). По данным переписи 2009 года, в селе проживало 50 человек (24 мужчины и 26 женщин).
| Численность населения | Численность населения | Численность населения |
| 1989                  | 1999                  | 2009                  |
| --------------------- | --------------------- | --------------------- |
| 800                   | ↘370                  | ↘50                   |